# هیلدا مارگارت بروس
هیلدا مارگارت بروس (انگلیسی: Hilda Margaret Bruce؛ ۵ آوریل ۱۹۰۳ – ۱۱ فوریهٔ ۱۹۷۴) یک دانشمند در زمینه جانورشناسی اهل بریتانیا بود.